# Sierra de Hadramaut
La sierra de Hadramaut (en árabe: جِبَال حَضْرَمَوْت‎, romanizado: Jibāl Ḥaḍramawt ), también conocida como la "sierra de Mahrat" (en árabe: جِبَال ٱلْمَهْرَة‎, romanizado: Jibāl Al-Mahrah), es una cadena montañosa en Yemen. Es contigua a la sierra Omanés de Dhofar al noreste, y James Canton consideraba que Adén en el suroeste estaba en los recovecos de esta sierra.
Históricamente, la zona estuvo gobernada por los sultanatos de Qu'aiti y Kathiri. La sociedad tribal (Hadramatis) cultiva trigo y mijo, y también produce dátiles, cocos y café. La zona también era conocida por su incienso. 

## Geología
El lado sur de las sierra toca el golfo de Adén, con escarpados acantilados que descienden hacia una llanura costera estrecha y árida. La vertiente norte desciende hacia el desierto de Rub' al Khali (el "vecindario vacío"). La amplia meseta montañosa está atravesada por profundos quebradas cortadas por arroyos estacionales que generalmente fluyen en dirección norte y noreste desembocando en un canal principal (Quebrada de Hadramaut, cambiando el nombre a quebrada de Masila río abajo)  que hace un giro hacia el sureste de 500 millas (804,7 km) hacia el océano.   A pesar de la estacionalidad de los arroyos, el agua generalmente está disponible durante todo el año bajo la superficie de las quebradas. 

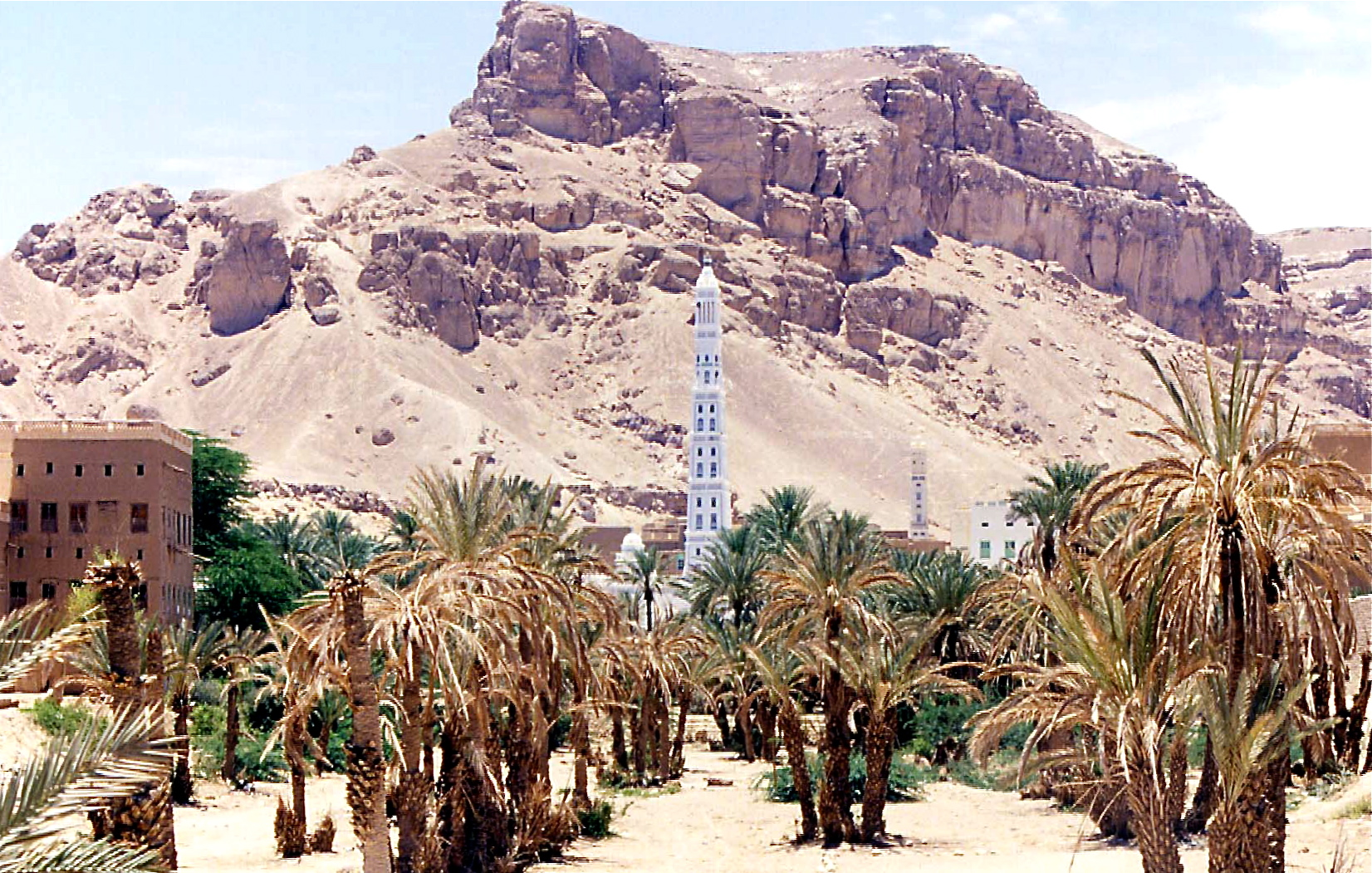
La ciudad de Tarim.
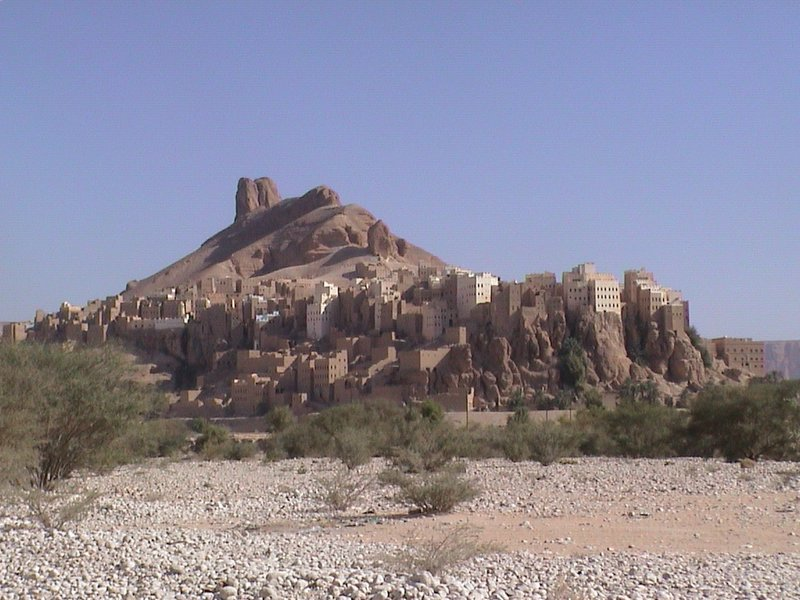
Hajjarin en el valle de Dawan
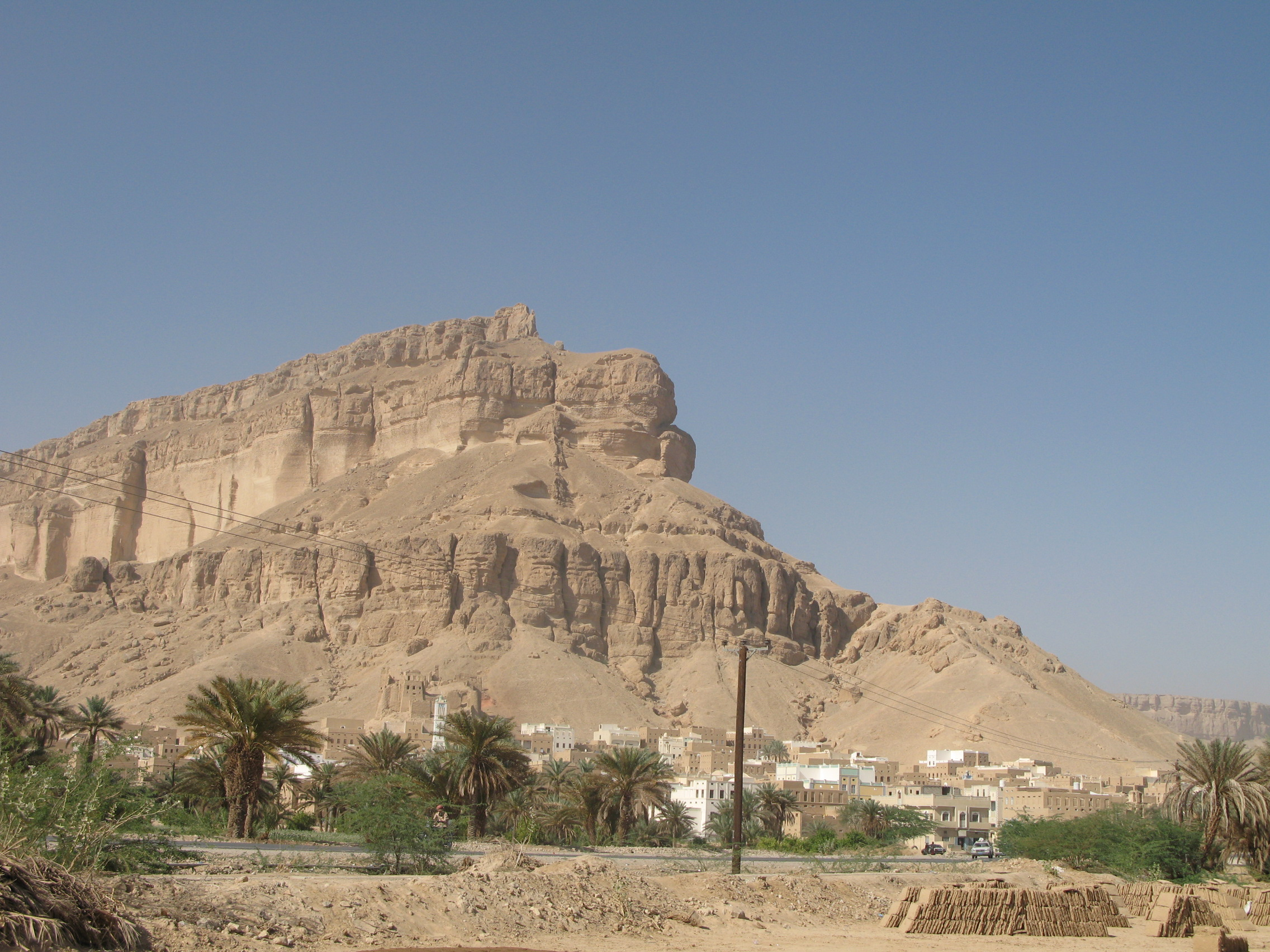
Edificios en el valle de Hadramaut
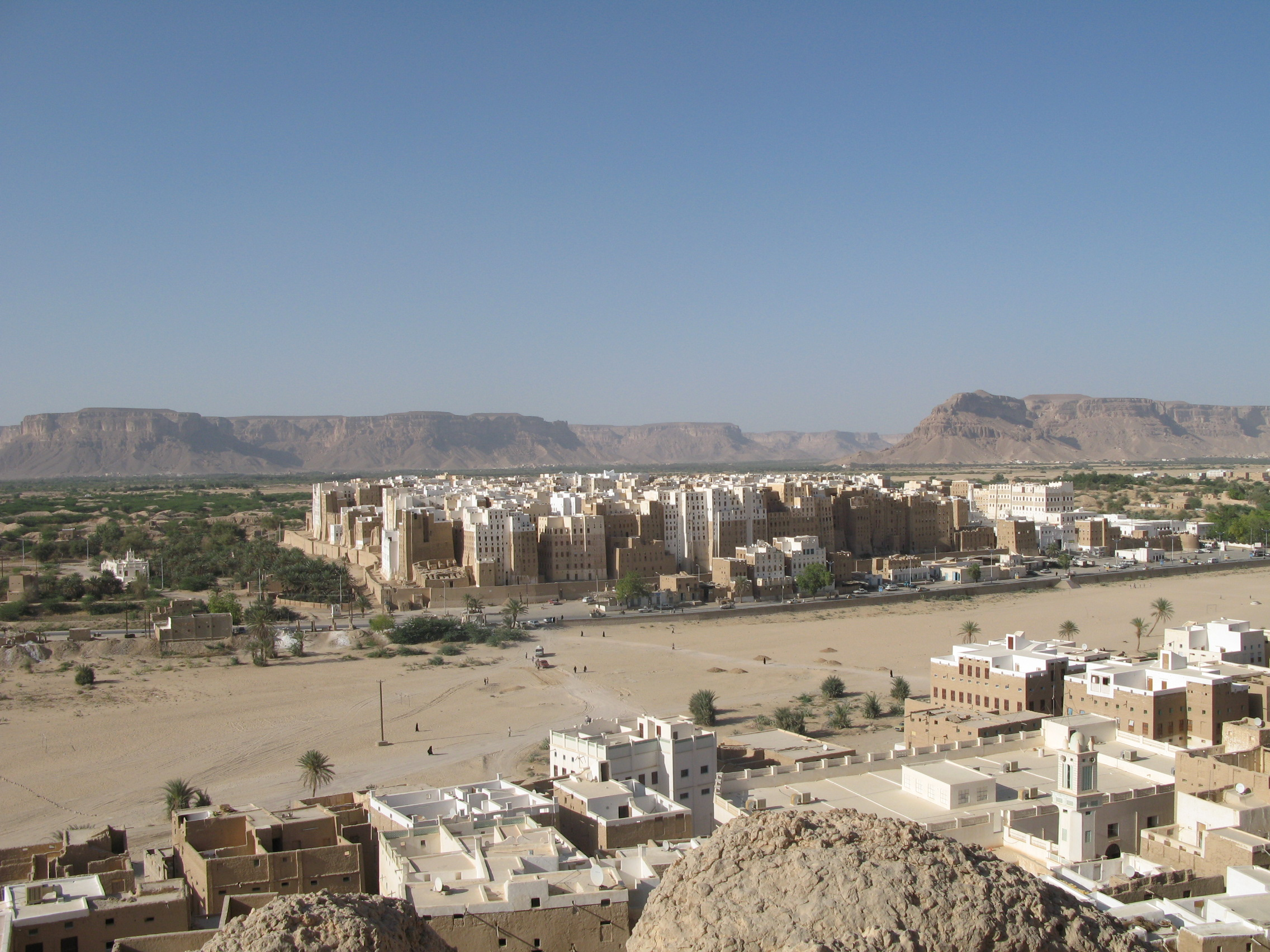
Shibam en lel valle de Hadhramaut, con montañas al fondo
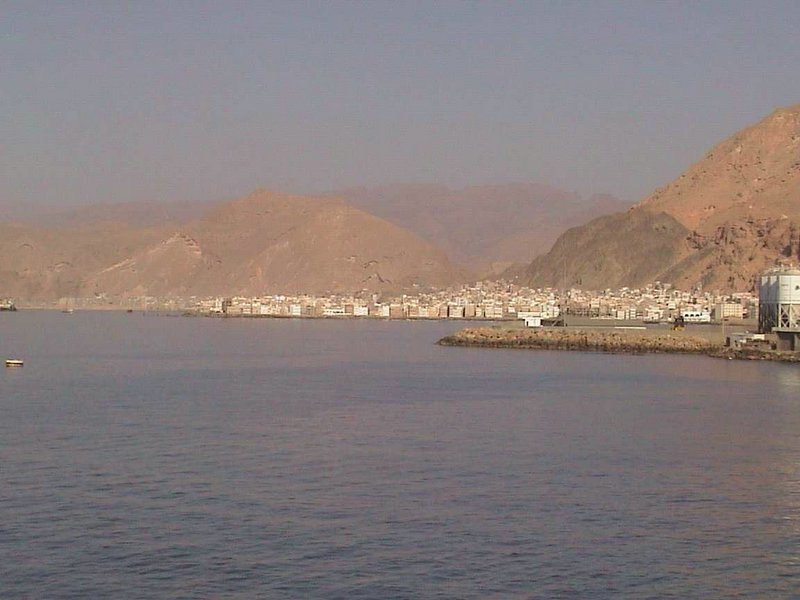
Alabama-Mukalla con el Hadramaut al fondo, visto desde el Golfo de Adénen el Mar Arábigo